# Suho Blato
Suho Blato (nemško Dürrenmoos) je naselje v Občini Velikovec v Okraju Velikovec na Koroškem v Avstriji.